# Lobelia cobaltica
Lobelia cobaltica är en klockväxtart som beskrevs av Spencer Le Marchant Moore. Lobelia cobaltica ingår i släktet lobelior, och familjen klockväxter. Inga underarter finns listade i Catalogue of Life.